# Charles de Courthille
Charles Félix Edgard de Courthille (Dussac, 7 janvier 1840 - La Pallice, 4 juin 1903), est un officier de marine français.

## Biographie
Il entre à l'École navale en octobre 1857 et en sort aspirant de 2e classe en août 1859. Il voyage alors en Chine sur la Persévérante dans l'escadre de Charner et se fait remarquer à terre en commandant une batterie d'obusiers lors des combats.
En septembre 1861, il devient aspirant de 1re classe et est affecté à l'état-major de Protet. Blessé pendant la bataille de Nekiao le 17 mai 1862 au cours de laquelle Protet est tué, il est gratifié en juillet, à 22 ans, de la croix de la Légion d'honneur.
Enseigne de vaisseau (septembre 1863), il sert sur la Renommée puis sur l' Algésiras en escadre d'évolutions où Bouet-Willaumez le remarque. En 1865, il passe sur le Montebello puis, en 1866, devient instructeur sur le vaisseau-école des canonniers Louis XIV.
Lieutenant de vaisseau (avril 1867), il sert au Levant sur la Thémis (1868) puis de nouveau sur le Louis XIV comme capitaine d'une compagnie de canonniers. Envoyé à Paris lors des événements de la Commune, il se distingue au fort de Montrouge et est fait officier de la Légion d'honneur en janvier 1871.
Chef d'état-major de l'amiral Amet à la division du littoral du nord de la France (1871), il devient en 1874 instructeur sur la frégate-école d'application Renommée puis commande l' Alcyone à la division du littoral nord où son sang-froid pendant une tempête vécue au large de Douarnenez, lui vaut un témoignage de satisfaction.
De novembre 1875 à décembre 1876, il est officier d'ordonnance du ministre puis commande de novembre 1876 à mars 1879, l’École de pilotage de la Manche sur le Faon, le Crocodile et l’Élan. Par deux fois, le ministre le félicite pour les secours qu'il a apportés à des navires en détresse et pour ses qualités dans le commandement de l’École de pilotage.
Capitaine de frégate (août 1879), il est affecté au Dépôt des cartes et plans pour travailler à la rédaction d'un manuel de pilotage de la Manche qui lui vaut un témoignage de satisfaction de Jauréguiberry.
En 1880, il est nommé second du Suffren (en) en escadre d'évolutions puis de l'Amiral Duperré (1882). Il commande en 1884-1885 le Segond en Atlantique Sud puis sur les côtes occidentales d'Afrique et est promu capitaine de vaisseau en mars 1885. Il commande alors le cuirassé Colbert. En 1887, il prend le commandement du croiseur Villars et de la division d'expérience des torpilleurs puis sert comme chef d'état-major de l'amiral Amet, en escadre d'évolutions en 1887-1888.
Président de la commission d'admission de l’École navale (1889), il commande le Borda en 1890-1891 ainsi que l’École navale. En juillet 1891, les qualités qu'il montre dans ses fonctions lui valent les félicitions du ministre.
Membre de la Commission de tactique navale, contre-amiral (avril 1892), adjoint au Comité des inspecteurs généraux, il est nommé major général à Brest en 1893 et commande en 1896 la 2e division de l'escadre du Nord avec pavillon sur le Pothuau. Il est alors chargé de conduire en Russie le président de la République Félix Faure et reçoit à cette occasion de nouvelles félicitations du ministre.
Membre de la Commission des phares et du conseil d'administration de l'observatoire de Paris, il dirige en avril 1898 le Service hydrographique de la marine et devient vice-amiral en février 1899. Il est au même moment nommé au Conseil des travaux.
Préfet maritime de Brest (janvier 1901), il commande en chef, en octobre, l'escadre du Nord mais meurt subitement en rade de La Pallice, le 4 juin 1903, à bord du cuirassé Masséna.

## Récompenses et distinctions
- Chevalier (27 juillet 1862), officier (11 janvier 1871), commandeur (11 juillet 1895) puis grand officier de la Légion d'Honneur (30 décembre 1901).